# Никодим (Руснак)
Митрополи́т Никоди́м (в миру Никола́й Степа́нович Русна́к; 18 апреля 1921, Давыдовцы — 15 сентября 2011, Харьков) — архиерей Русской Православной Церкви (РПЦ); в 1989 — 2011 годах — митрополит Харьковский и Богодуховский, гимнограф, поэт и публицист. На момент смерти был старейшим как по хиротонии, так и по возрасту архиереем РПЦ.
С апреля по 27 мая 1992 года исполнял обязанности предстоятеля Украинской Православной Церкви (Московского патриархата) — до избрания её предстоятелем митрополита Владимира (Сабодана) (вместо отстранённого митрополита Филарета (Денисенко)).

## Биография
Родился в крестьянской семье.
С 1938 года послушник Иоанно-Богословского Крещатицкого монастыря на Буковине.
6 января 1945 года был пострижен в монашество; 29 апреля рукоположён в сан иеродиакона; 23 февраля 1946 — в сан иеромонаха.
С 1950 по 1955 год был настоятелем Иоанно-Богословского Крещатицкого монастыря.
В 1958 году окончил МДА со степенью кандидата богословия.
С 23 апреля 1958 года был в составе Русской духовной миссии в Иерусалиме.
15 ноября 1958 года был возведён в сан архимандрита и назначен начальником миссии.
10 августа 1961 года в Трапезном храме Троице-Сергиевой лавры был хиротонисан в сан епископа Костромского и Галичского.
С 21 апреля 1964 — епископ Аргентинский и Южноамериканский.
25 февраля 1968 года был возведён в сан архиепископа и назначен экзархом Центральной и Южной Америки.
В это время активно занимался переводом на испанский язык богослужебных текстов, результатом чего стал выпуск в мае 1970 года в Буэнос-Айресе книги «Литургикон» — первого православного «Служебника» на испанском языке.
1 декабря 1970 года был назначен архиепископом Харьковским и Богодуховским, и. о. экзарха Центральной и Южной Америки (до 1977 года).
Подготовил канонизацию Харьковского архиепископа Мелетия, о которой Священный синод Русской православной церкви возвестил 21 февраля 1978 года. Составил службу и акафист святителю и 3 февраля 1980 года освятил первый храм, посвященный новопрославленному святому — в нижнем помещении кафедрального Благовещенского собора Харькова.
С 23 ноября 1983 года архиепископ Львовский и Тернопольский, временно управляющий Харьковской епархией; 28 марта 1984 года был освобождён от временного управления Харьковской епархией.
9 апреля 1985 года был возведён в сан митрополита.
Весной 1986 года организовал во Львове празднование 40-летия Львовского собора, «упразднившего униатскую церковь в СССР». Материалы празднования, включая снятый документальный фильм, «через средства массовой информации переданы в контрпропагандистских целях за рубеж».
С 27 декабря 1988 года — митрополит Львовский и Дрогобычский. При нём в епархии началось автокефалистское движение: 19 августа 1989 года приход львовского Петропавловского храма объявил себя автокефальным. Митрополит запретил его настоятеля протоиерея Владимира Ярему в священнослужении.
С 13 сентября 1989 года — митрополит Харьковский и Богодуховский.
27 — 28 мая 1992 года председательствовал на Архиерейском Соборе Украинской Церкви в Харькове (в составе 18 архиереев), который «выразил недоверие митрополиту Филарету (Денисенко) и уволил его с Киевской кафедры <…> запретил ему священнослужение впредь до решения Архиерейского Собора Матери-Церкви».
С июня 1992 года — постоянный член Священного Синода УПЦ.
С 27 декабря 1994 года — председатель Комиссии УПЦ по канонизации святых.
28 июля 1999 года митрополитом Киевским и всея Украины Владимиром и Священным Синодом УПЦ был удостоен права ношения двух панагий.
Автор идеи и эскизного проекта первого в СНГ памятника Иисусу Христу, установленного 10 августа 2001 года на территории Покровского монастыря в честь 2000-летия Рождества Христова.
22 ноября 2006 года Решением Священного Синода УПЦ уволен с должности Председателя Синодальной Комиссии по канонизации святых в связи с нагрузкой епархиальными делами.

### Юбилей 90-летия
7 — 8 мая 2011 года Харьков посетил Патриарх Московский и всея Руси Кирилл, чтобы лично поздравить митрополита Никодима с 90-летием; 7 мая в ХАТОБе прошли праздничный концерт и торжественное заседание в честь 90-летия Никодима, на котором присутствовал Патриарх. 8 мая Святейший Патриарх посетил Мемориальный комплекс Славы, где почтил память погибших в годы Великой Отечественной войны, и провёл литургию на площади Свободы. Это первый в истории официальный визит главы Русской православной церкви в Харьков.

### Кончина и погребение
Митрополит Никодим был старейшим иерархом Русской Православной Церкви на момент своей смерти.
Скончался вечером 15 сентября 2011 года в архиерейской резиденции на территории Покровского монастыря в Харькове.
Утром 16 сентября, после окончания Божественной литургии в Иоанно-Богословском храме при архиерейской резиденции, тело митрополита Никодима было перенесено в Благовещенский кафедральный собор г. Харькова, где архиепископ Изюмский Онуфрий (Легкий), викарий Харьковской епархии, совершил у гроба заупокойную литию.
17 сентября в Благовещенском соборе совершено отпевание, тело почившего архипастыря захоронено рядом с алтарём придела в честь святителя Мелетия Харьковского нижнего храма Свято-Благовещенского собора.
15 мая 2021 года митрополит Онуфрий (Березовский) в год его столетия (1921—2021) открыл памятник Никодиму (Руснаку) на набережной Лопани в сквере, переименованном Архиерейским, на Благовещенской площади Харькова перед кафедральным собором.

## Публикации
- Поездка Патриарха Иерусалимского Венедикта по Палестине // Журнал Московской Патриархии. М., 1958. — № 11. — С. 56-58.
- Речь при наречении в сан епископа Костромского и Галичского // Журнал Московской Патриархии. М., 1961. — № 10. — С. 7-9.
- Неделя экуменических молитв христианских Церквей в Буэнос-Айресе // Журнал Московской Патриархии. М., 1966. — № 12. — С. 64-65.
- Новогодняя экуменическая молитва в Аргентине за мир во всем мире // Журнал Московской Патриархии. М., 1968. — № 6. — С. 47-50
- У святой Плащаницы в Аргентине // Журнал Московской Патриархии. М., 1968. — № 7. — С. 21-22.
- Слово при освящении храма Благовещения в городе Буэнос-Айресе // Журнал Московской Патриархии. М., 1969. № 3. — С. 29-31.
- В заоблачной стране — Чили // Журнал Московской Патриархии. М., 1969. — № 5. — С. 18-21.
- Слово в день памяти святого апостола и евангелиста Иоанна Богослова // Журнал Московской Патриархии. М., 1970. — № 5. — С. 49-51.
- Слово в день освящения Введенского храма в колонии Амегино, провинции Мисьонес, Аргентина // Журнал Московской Патриархии. М., 1970. — № 8. — С. 38-41.
- Путешествие в Республику Куба // Журнал Московской Патриархии. М., 1972. — № 2. — С. 20-23.
- Братский визит Предстоятеля Японской Автономной Церкви // Журнал Московской Патриархии. М., 1974. — № 1. — С. 8-10.
- III Ассамблея Всеафриканской Конференции Церквей // Журнал Московской Патриархии. М., 1974. — № 11. — С. 40-43.
- Литургикон (Служебник). Буэнос-Айрес, 1970, 209 с. (испан. яз.) // Журнал Московской Патриархии. М., 1975. — № 8. — С. 80.
- Слово в Великий четверг // Журнал Московской Патриархии. М., 1976. — № 4. — С. 45-46.
- Слово в Неделю Всех святых // Журнал Московской Патриархии. М., 1976. — № 9. — С. 36-38.
- Радость во Христе Воскресшем // Журнал Московской Патриархии. М., 1977. — № 4. — С. 28-29.
- Пир веры // Журнал Московской Патриархии. М., 1977. — № 9. — С. 30-31.
- Значение храма Божия в спасении человека // Журнал Московской Патриархии. М., 1977. — № 11. — С. 31-32.
- Послание пастырям и верным чадам Русской Православной Церкви вверенного Экзархата // Журнал Московской Патриархии. М., 1978. — № 1. — С. 38-39.
- Приветственное слово к братии Святой Горы Афон // Журнал Московской Патриархии. М., 1978. — № 7. — С. 34-36.
- Наши верные покровители // Журнал Московской Патриархии. М., 1978. — № 11. — С. 28-29.
- Паломничество на Святую Гору Афон // Журнал Московской Патриархии. М., 1978. № 8. — С. 44-49. (в соавторстве)
- Господи! Поверь мне! // Журнал Московской Патриархии. М., 1979. — № 3. — С. 33-35.
- «Живоносный Источник» // Журнал Московской Патриархии. М., 1979. — № 5. — С. 42-44.
- Слово о молитве // Журнал Московской Патриархии. М., 1979. № 7. — С. 30-31.
- Стези сердца человека // Журнал Московской Патриархии. М., 1979. № 9. — С. 32-34.
- Памятник бессмертному подвигу веры [слово на праздновании 75-летия Свято-Варваринской общины в г. Эдмонтоне в Канаде] // Журнал Московской Патриархии. М., 1979. — № 10. — С. 17-18.
- В день праздника Крещения Господня // Журнал Московской Патриархии. М., 1980. — № 1. — С. 33-35.
- Братский визит Блаженнейшего Патриарха Румынского Иустина // Журнал Московской Патриархии. М., 1980. — № 12. — с. 58-63.
- В похвалу Божией Матери // Журнал Московской Патриархии. М., 1980. — № 5. — С. 33-35.
- У истока благодати — Святой Чаши // Журнал Московской Патриархии. М., 1981. — № 1. — С. 23-25.
- Пребывание делегации религиозных представителей Советского Союза в Испании // Журнал Московской Патриархии. М., 1981. — № 3. — С. 55-57.
- Крест Господень — слава Божия (в Неделю Крестопоклонную) // Журнал Московской Патриархии. М., 1982. — № 3. — С. 40-42.
- Молитвенница о мире Неусыпающая // Журнал Московской Патриархии. М., 1982. — № 9. — С. 24-26.
- В гостях у братской Румынской Православной Церкви // Журнал Московской Патриархии. М., 1982. — № 12. — С. 109—110.
- Благодатная красота искреннего покаяния // Журнал Московской Патриархии. М., 1985. — № 3. — С. 77-78.
- В гостеприимной Индии // Журнал Московской Патриархии. М., 1985. — № 4. — С. 65-67.
- На Введение во храм Пресвятой Богородицы // Журнал Московской Патриархии. М., 1985. — № 12. — С. 32-34.
- Доклад на торжественном акте, посвященном празднованию 40-летия Львовского Церковного Собора (Львов, 17-19 мая 1986 года) // Журнал Московской Патриархии. М., 1986. № 8. — С. 10-13.
- Слово в день памяти преподобного Паисия Величковского // Журнал Московской Патриархии. М., 1991. № 11. — С. 43-46.
- Великая святыня // Журнал Московской Патриархии. М., 1993. — № 9. — С. 65-67.
- Верой не торгуют // Харьковские епархиальные ведомости. 1996. — № 9 (28) (сент.). — С. 5.
- «Возможные факультативные формы возрождения войскового священства разных конфессий». Доклад на Международной духовно-светской и научно-практической конференции «Аще возможно, будьте в мире со всеми…» (Римл. 12.18.) // Харьковские епархиальные ведомости. 1997. № 2. (32). (февр.). — С. 2-3.
- Читателям журнала «Вера и разум»: Приветственное послание главного ред. Высокопреосвященного митр. Харьковского и Богодуховского Никодима. Поздравление с 2000-летием Рождества Христова // Вiра i розум, 2000. — № 1. — С. 3-4.
- Пусть освещает наш путь свет Вифлеемской звезды! В третье тысячелетие — со Христом: Докл. по случаю празднования 2000-летия Рождества Христова. 29 окт. 2000 г., гор. Харьков // Вiра i розум, 2000. — № 1. — С. 5-10.
- Житіє Священномученика Протопресвітера Гавріїла Костельника // Віра и Розум, Харків, — 2000, № 1, — С. 10.
- Служба-проект исповеднику святого православия, доктору богословия протопресвитеру Гавриилу Костельнику, положившему душу свою за веру отцов своих, на искони православной Галицкой земле // Вiра i розум, 2000. — № 1. — С. 277—284.

- Послания. Слова и речи: архипастырские послания: в 2 т. Т. 1 : 1961—1977, Т. 2 : 1977—1991. — 1991. — 566 с.
- Послания. Слова. Речи. — Харьков: Прапор, 1995. — Т. 1, 2. — 624 с. — 6000 экз. — ISBN 5-7766-0371-4.
- Сборник служб и акафистов. — Харьков: Прапор, 1996. — 336 с. — ISBN 5-7766-0409-5.
- Послания. Слова. Речи. — Харьков: Прапор, 1998. — Т. 3. — 592 с. — 6000 экз. — ISBN 5-7766-0731-0.
- Послания. Слова. Речи. — Харьков: Майдан, 2001. — Т. 4. — 608 с. — 5000 экз. — ISBN 966-7903-07-9.
- Послания. Слова. Речи. — Харьков: Майдан, 2002. — Т. 5. — 496 с. — 5000 экз. — ISBN 966-7903-37-0.
- Жереб, визначений Богом. Спогади, поезія. — Харків: Майдан, 2003. — 400 с. — 4000 экз. — ISBN 966-8478-05-3.
- Новые страницы повести о переплетении судеб людских. Воспоминания. — Харьков: Майдан, 2003. — 104 с. — 5000 экз. — ISBN 966-7903-89-3.
- Послания. Слова. Речи. — Харьков: Майдан, 2004. — Т. 6. — 928 с. — 5000 экз. — ISBN 966-8478-29-0.
- Послания. Слова. Речи. — Харьков: Майдан, 2005. — Т. 7. — 626 с. — 4000 экз. — ISBN 966-372-002-6.
- Послания. Слова. Речи. — Харьков: Майдан, 2007. — Т. 8. — 732 с. — 4000 экз. — ISBN 978-966-372-096-8.

## Награды

### Церковные награды
- Орден святого преподобного Серафима Саровского I степени (2011 год) — во внимание к многолетнему усердному служению Матери-Церкви, а также в связи с исполнившимся 65-летием иерейской хиротонии, 90-летием со дня рождения и предстоящим 50-летием архиерейской хиротонии[8][9]
- Орден святителя Иннокентия митрополита Московского и Коломенского I степени (РПЦ, 2006) — в благодарность за понесенные миссионерские труды в различных странах мира
- Орден святого равноапостольного великого князя Владимира I степени (7 октября 1970 года) — за шестилетнюю усердную и полезную деятельность в Южной Америке[10]
- Орден святого равноапостольного великого князя Владимира II степени
- Орден преподобного Сергия Радонежского I степени
- Орден преподобного Сергия Радонежского II степени
- Орден святого благоверного князя Даниила Московского
- Орден «Знак отличия Предстоятеля Украинской Православной Церкви» (2011 год) (высшая награда Украинской Православной Церкви)[9]
- Орден преподобных Антония и Феодосия Киево-Печерских I степени (УПЦ МП)
- Орден преподобных Антония и Феодосия Киево-Печерских II степени (УПЦ МП)
- Все ордена Иерусалимской Православной Церкви
- Орден Святой равноапостольной Марии Магдалины I степени (Польская Православная Церковь, 2006)
- Многочисленные награды других Поместных Православных Церквей

### Государственные награды

#### СССР
- Орден Трудового Красного Знамени
- Орден Дружбы народов (3 июня 1988 года) — за активную миротворческую деятельность и в связи с 1000-летием крещения Руси[11]

#### Украина
- Орден князя Ярослава Мудрого II степени (2011 год) — за выдающиеся личные заслуги в возрождении духовности украинского народа и многолетнюю благотворительную и гуманистическую деятельность[9]
- Орден князя Ярослава Мудрого III степени (22 июля 2008 года) — за весомый личный вклад в развитие духовности на Украине, многолетнюю плодотворную церковную деятельность и по случаю 1020-летия крещения Киевской Руси[12]
- Орден князя Ярослава Мудрого IV степени (14 апреля 2006 года) — за многолетнюю плодотворную церковную, благотворительную и милосердническую деятельность, значительный личный вклад в утверждение идей согласия в обществе и по случаю 85-летия со дня рождения[13][14]
- Орден князя Ярослава Мудрого V степени (21 сентября 2004 года) — за значительный личный вклад в возрождение духовности, утверждение идей милосердия и согласия в обществе, активную миротворческую и благотворительную деятельность[15]
- Орден «За заслуги» I степени (18 апреля 2001 года) — за многолетнюю плодотворную церковную деятельность, выдающийся личный вклад в утверждение идей милосердия и согласия в обществе[16]

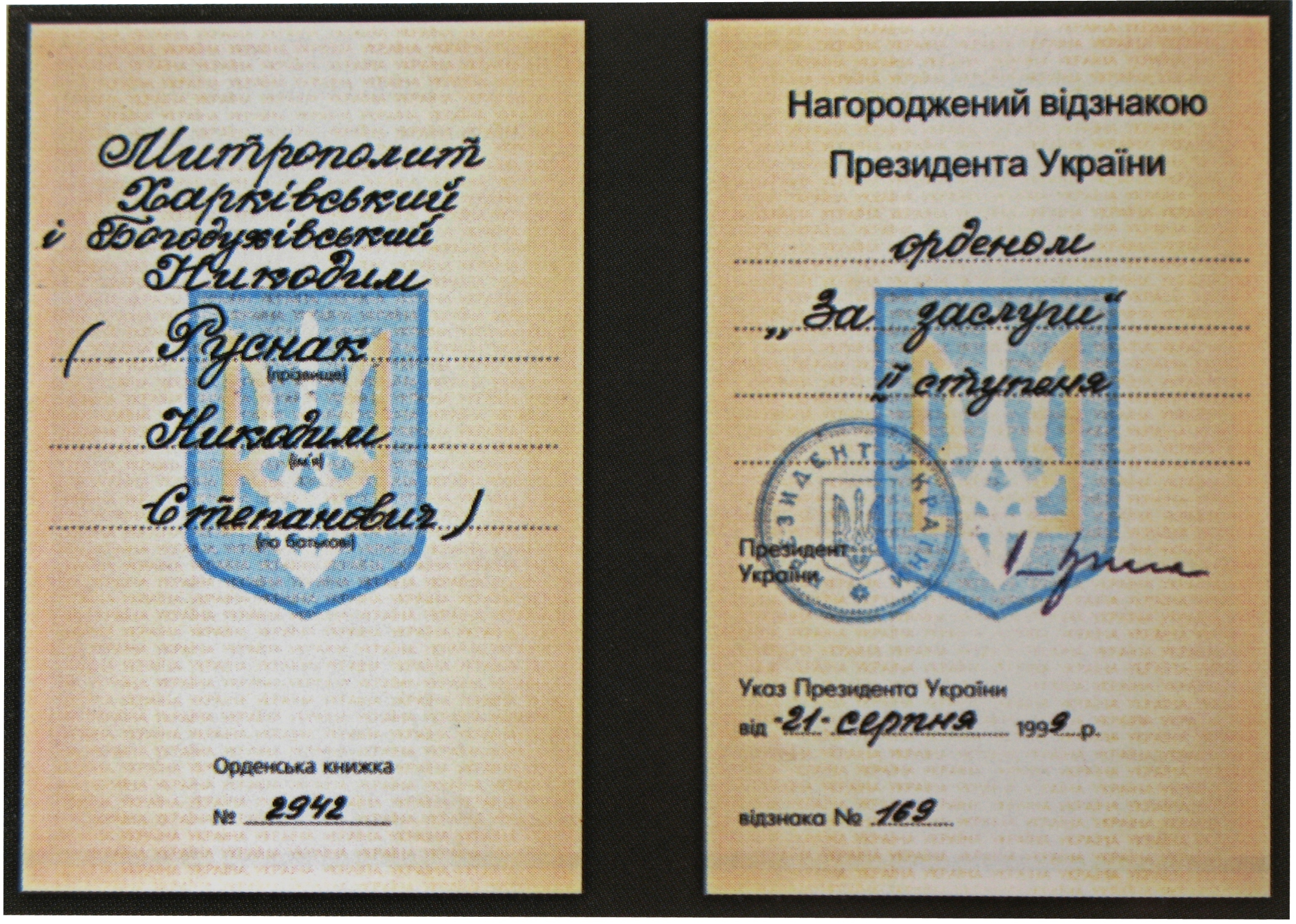
Орденская книжка ордена «За заслуги» II ст. (1999)

- Орден «За заслуги» II степени (21 августа 1999 года) — за многолетнюю плодотворную церковную деятельность, весомый личный вклад в утверждение принципов христианской морали в обществе[17]
- Почётный знак отличия Президента Украины (24 апреля 1996 года) — за выдающиеся личные заслуги в возрождении духовности, утверждении в обществе принципов христианской морали, активную миротворческую деятельность[18]

#### Россия
- Орден Почёта (20 апреля 2011 года) — за заслуги в укреплении единства Русской Православной Церкви и дружбы между российским и украинским народами[19][9]
- Орден Дружбы (19 апреля 2006 года) — за большой вклад в укрепление духовных связей между народами России и Украины[20]
- Благодарность Президента Российской Федерации (21 января 2003 года) — за большой личный вклад в расширение духовных связей между Русской православной церковью и Украинской православной церковью, укрепление дружбы и сотрудничества между народами[21]
- Национальная премия «Имперская культура» имени Эдуарда Володина (2006 год)[22]

### Звания Почетного гражданина
- Почётный гражданин Харькова (с 1999)
- Почётный гражданин Харьковской области (с 2006)

### Ученые степениHonoris causa
- Почётный профессор Харьковской государственной академии культуры
- Почётный профессор Харьковского института искусств им. И. П. Котляревского
- Почётный доктор богословия Киевской духовной академии
- Почётный доктор богословия Варшавской христианской богословской академии
- Почётный доктор Харьковского национального университета имени В. Н. Каразина

### Прочие награды
- Почётная грамота Кабинета Министров Украины (2011 год)[9]
- Почётный член Союза писателей Украины
- Почётный член Союза писателей России